# Peterstown
Peterstown est une ville américaine située dans le comté de Monroe en Virginie-Occidentale.
Selon le recensement de 2010, Peterstown compte 653 habitants. La municipalité s'étend sur 0,32 milles carrés (0,83 km2).
La ville est fondée par le soldat Christian Peters, peu après la guerre d'indépendance des États-Unis. Elle devient officiellement une municipalité en 1892.